# Auriculoscypha anacardiicola
Auriculoscypha anacardiicola är en svampart som beskrevs av D.A. Reid & Manim. 1985. Auriculoscypha anacardiicola ingår i släktet Auriculoscypha och familjen Septobasidiaceae.   Inga underarter finns listade i Catalogue of Life.